# Stelis ghillanyi
Stelis ghillanyi är en orkidéart som först beskrevs av Guido Frederico João Pabst, och fick sitt nu gällande namn av Alec M. Pridgeon och Mark W. Chase. Stelis ghillanyi ingår i släktet Stelis och familjen orkidéer. Inga underarter finns listade i Catalogue of Life.